# Convento de San Francisco (Tarrasa)
El convento de San Francisco es un antiguo edificio religioso de Tarrasa construido a comienzo del siglo XVII (1609-1612), en estilo barroco pero con trazas góticas y renacentistas, perteneciente a la orden de los Hermanos menores recoletos. Está en la plaza del Doctor Robert, al extremo del paseo del Conde de Ègara y borde del parque de Vallparadís. Destaca especialmente por su claustro decorado con plafones de cerámica que tratan aspectos de la vida de san Francisco y que actualmente es una de las secciones del Museo de Tarrasa.

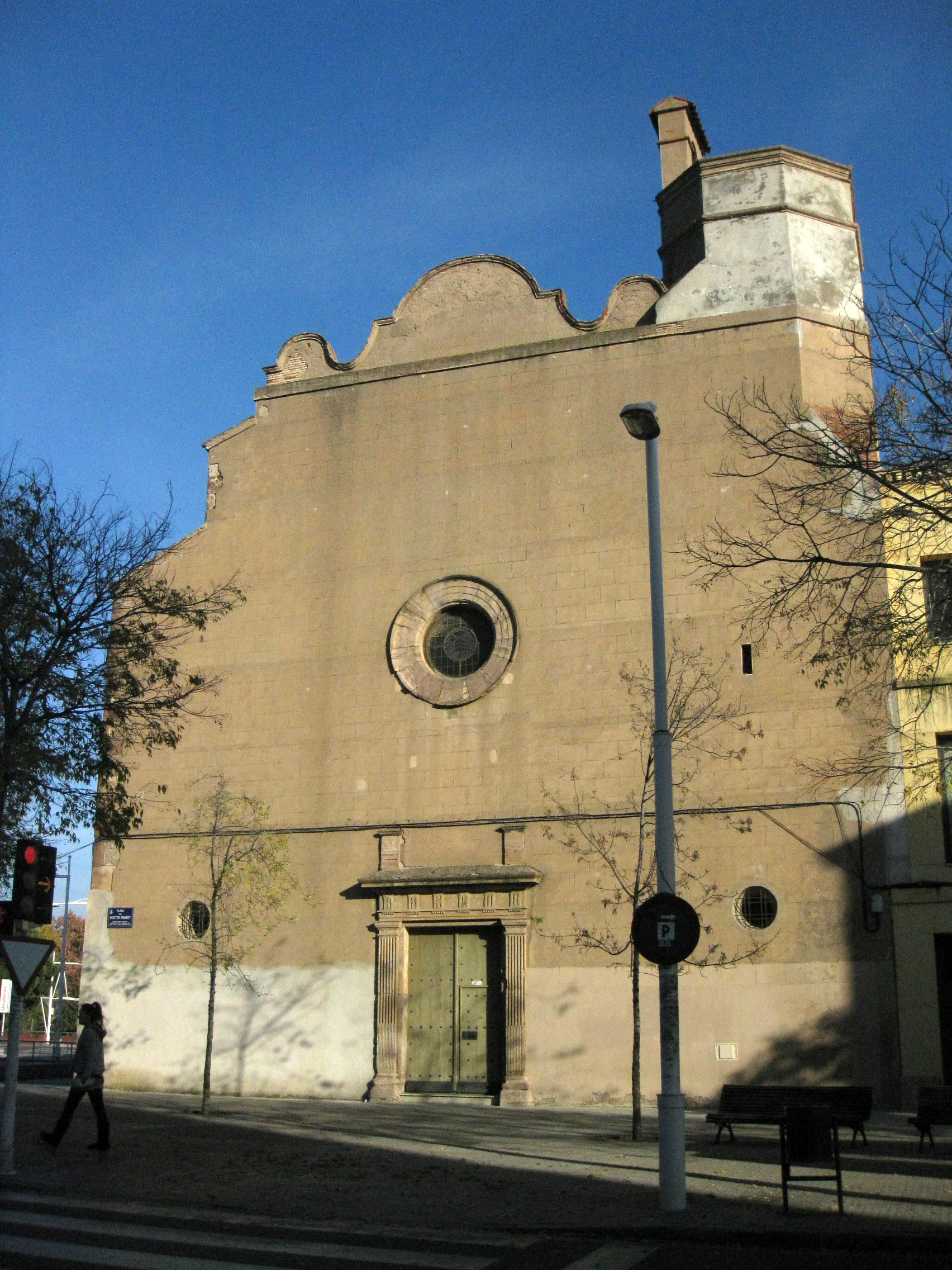
La iglesia del convento

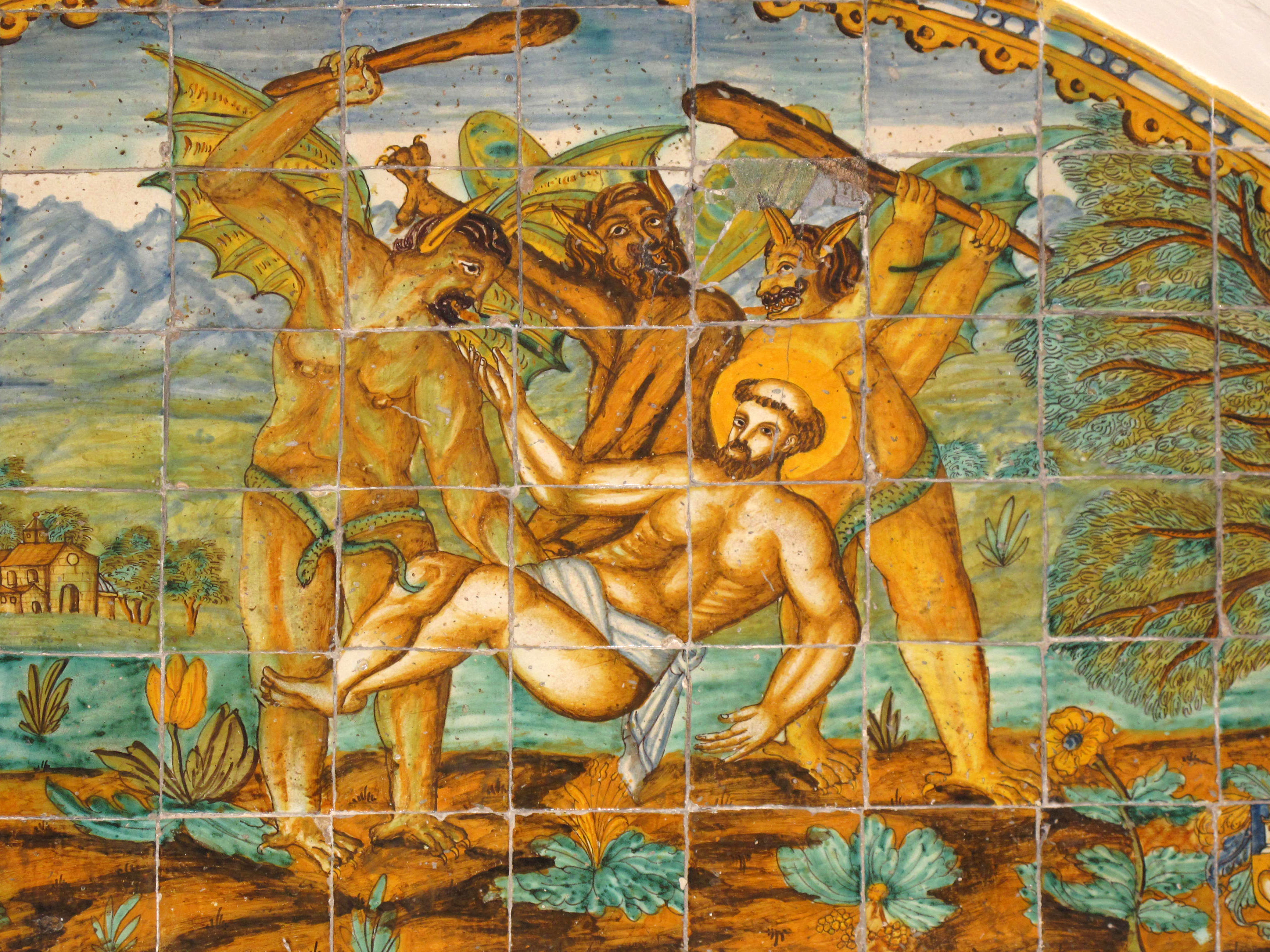
Detalle de uno de los plafones cerámicos del claustro, con escenas de la vida del santo

Del antiguo convento, únicamente se conserva la iglesia, el claustro y algunos espacios adyacentes. La iglesia consta de una sola nave con capillas y ábside poligonal, cubierto con vuelta de cruceria; la fachada es de composición sencilla, con una portada renacentista y un testero mixtilínea. El claustro, de planta cuadrada y tres pisos, actualmente está integrado dentro del hospital de San Lázaro, es el espacio más emblemático y tiene las paredes de la planta baja cubiertas con 26 plafones cerámicos policromos situados bajo las bóvedas de arista, atribuidos al maestro barcelonés Llorenç Passoles y que datan de los años 1671-1673. Esta decoración fue promovida por Pere de Fizes, señor del castillo de Tarrasa, según se deduce por la aparición de su escudo de armas.
El convento pasó a manos del Ayuntamiento en 1835, a raíz de la exclaustración y la marcha de la comunidad franciscana. De 1864 a 1868 alojó las Escuelas Pías de Terrassa. Después de algunas reformas y ampliaciones, entre las cuales el levantamiento de un nuevo piso en el claustro, el derribo de la antigua sacristía y la construcción de la prisión del Estado, en 1869 se instaló el hospital y casa de la caridad de San Lázaro. Más adelante hubo nuevas reformas constructivas y de uso hasta el último cuarto del siglo XX: en 1907 el hospital de San Lázaro fue objeto de una ampliación que realizó el arquitecto municipal Lluís Muncunill en una época de transición hacia el modernismo, para construir el edificio del Seguro Tarrasense, que más adelante pasó a acoger la clínica del Remedio. A partir del 1989, después de un periodo de desocupación, se inició la rehabilitación de las dependencias conservadas del convento y hoy se puede visitar el claustro con los plafones cerámicos recuperados.